# 五十市站
五十市站（日语：／ Isoichi eki */?）是位於宮崎縣都城市久保原町，九州旅客鐵道（JR九州）的日豐本線車站。

## 車站構造
車站採用簡易車站模式，與青井岳站和北俁站所使用的款式相同。站房位於路軌的北端。左側為設有膠版的開放式候車亭；右側為儲物室，中央為玄關位及開放式閘口。通過閘口後，轉右則前往行人天橋往下行的月台。

### 月台
設有2個側式月台，月台之間以行人天橋連接。
| 月台 | 路線      | 上下行 | 方向           |
| ---- | --------- | ------ | -------------- |
| 1    | ■日豐本線 | 上行   | 都城、宮崎方向 |
| 2    | ■日豐本線 | 下行   | 鹿兒島中央方向 |

## 歷史
- 1929年4月28日：鐵道省國都東線西都城～財部開通，本站為中途站，開業[1]。
- 1979年10月1日：成為無人車站。
- 1987年4月1日：隨國鐵分割民營化，車站由九州旅客鐵道（JR九州）營運。
- 1993年：

- 8月6日：受平成5年8月豪雨影響，西都城站至鹿兒島站一段停駛。
- 9月19日：隨西都城～大隅大川原重開而復運。

- 2022年4月1日：隨宮崎綜合鐵道事業部改組，並且昇格為宮崎支社（日语：九州旅客鉄道宮崎支社），車站管理權由宮崎支社承繼[3]，這也是宮崎支社管轄的日豐本線最南端車站。

## 使用狀況
本站位於都城市西部邊沿，與曾於市的市界相距不太遠，人口尚算稠密，車站對面亦設有大型的購物商場，但一直以來每天平均使用人數仍然少於100人。2016年起，因JR九州只公佈使用人數首300個車站的人數，本站為因未達至首300位、而未獲得公佈實質人數的車站，然而於2016年-2018年度，由於車站仍能保持於每日乘車人數超過100人，因而獲得在排行榜外的附錄表。不過，2019年度起，則因每日乘車人數少於100人，結果連附錄表亦未有上名。
以下為近年1日平均乘車人次。
| 年度 | 1日平均 乘車人次 |
| ---- | ---------------- |
| 1996 | 163              |
| 1997 | 161              |
| 1998 | 154              |
| 1999 | 144              |
| 2000 | 141              |
| 2001 | 122              |
| 2002 | 115              |
| 2003 | 133              |
| 2004 | 129              |
| 2005 | 113              |
| 2006 | 101              |
| 2007 | 98               |
| 2008 | 105              |
| 2009 | 93               |
| 2010 | 79               |
| 2011 | 89               |
| 2012 | 84               |
| 2013 | 84               |
| 2014 | 80               |
| 2015 | 87               |
| 2016 | >100             |
| 2017 | >100             |
| 2018 | >100             |
| 2019 | <100             |
| 2020 | <100             |
| 2021 | <100             |
| 2022 | <100             |
| 2023 | <100             |

## 相鄰車站
九州旅客鐵道
■日豐本線
■特急「霧島」
通過
■普通列車
西都城－五十市－財部

## 外部連結
- JR九州五十市站 （页面存档备份，存于）